# Bemisia moringae
Bemisia moringae là một loài côn trùng cánh nửa trong họ Aleyrodidae, phân họ Aleyrodinae.
Bemisia moringae được David & Subramaniam miêu tả khoa học đầu tiên năm 1976.